# ハッガラ植物園
ハッガラ植物園（英語: Hakgala Botanical Garden）はスリランカの中部州ヌワラ・エリヤにある植物園。
1861年にマラリアに対する特効薬であるキニーネを採るためのキナノキの栽培地であったものが始まりであり、茶の栽培地を経て1884年に現在のような熱帯植物の植物園の形となった。